# Detvanská kotlina
Detvanská kotlina je geomorfologický podcelek Zvolenské kotliny.

## Vymezení
Podcelek zabírá jihovýchodní část Zvolenské kotliny. Ze severu je ohraničena podcelkem Detvianské predhorie (podcelek Poľany), západním směrem pokračuje Zvolenská kotlina podcelky Slatinská kotlina a Rohy. Na jihozápadě se krátkým úsekem dotýká Javorie podcelkem Podlysecká brázda, jižně navazují Ostrôžky. Východním směrem leží Veporské vrchy a jejich Sihlianská planina.

## Osídlení
Kotlina patří mezi středně hustě osídlené oblasti a zejména v severní části je charakteristická láznickým osídlením. Leží zde města Detva a Hriňová, v jižní části obec Kriváň.

## Doprava
Jižní částí kotliny vedou komunikace nadregionálního významu; mezinárodní tah E58 (Nitra - Košice) prochází po budované rychlostní silnici R2 a silnici I/16 (Zvolen - Lučenec). Regionálně významnou je i silnice II/526 vedoucí přes obec Hriňová. Územím také vede významná železniční trať Zvolen - Košice.